# Hart- und Weichgestein

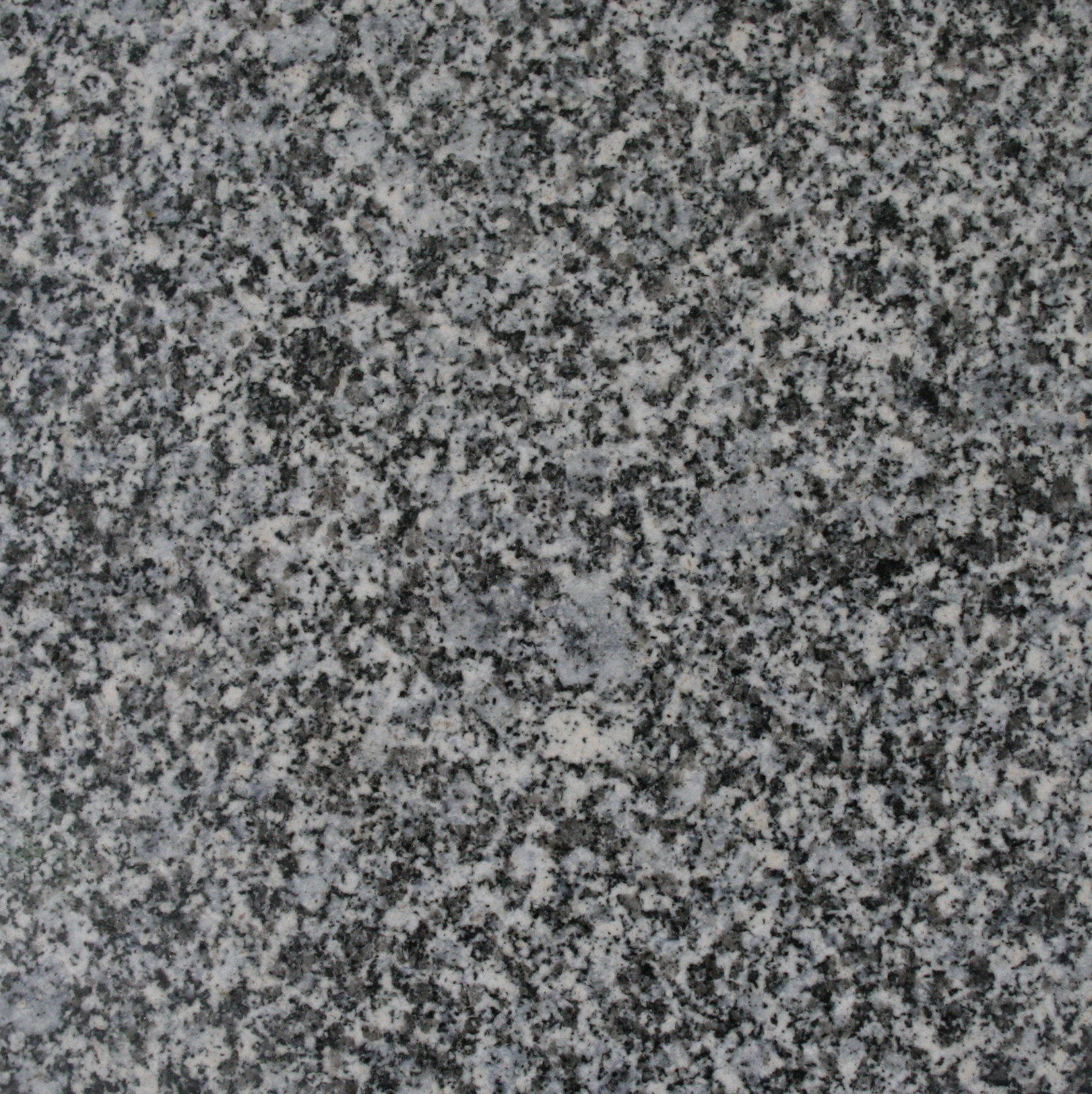
Typisches Erscheinungsbild eines Hartgesteins, der Hauzenberger Granit

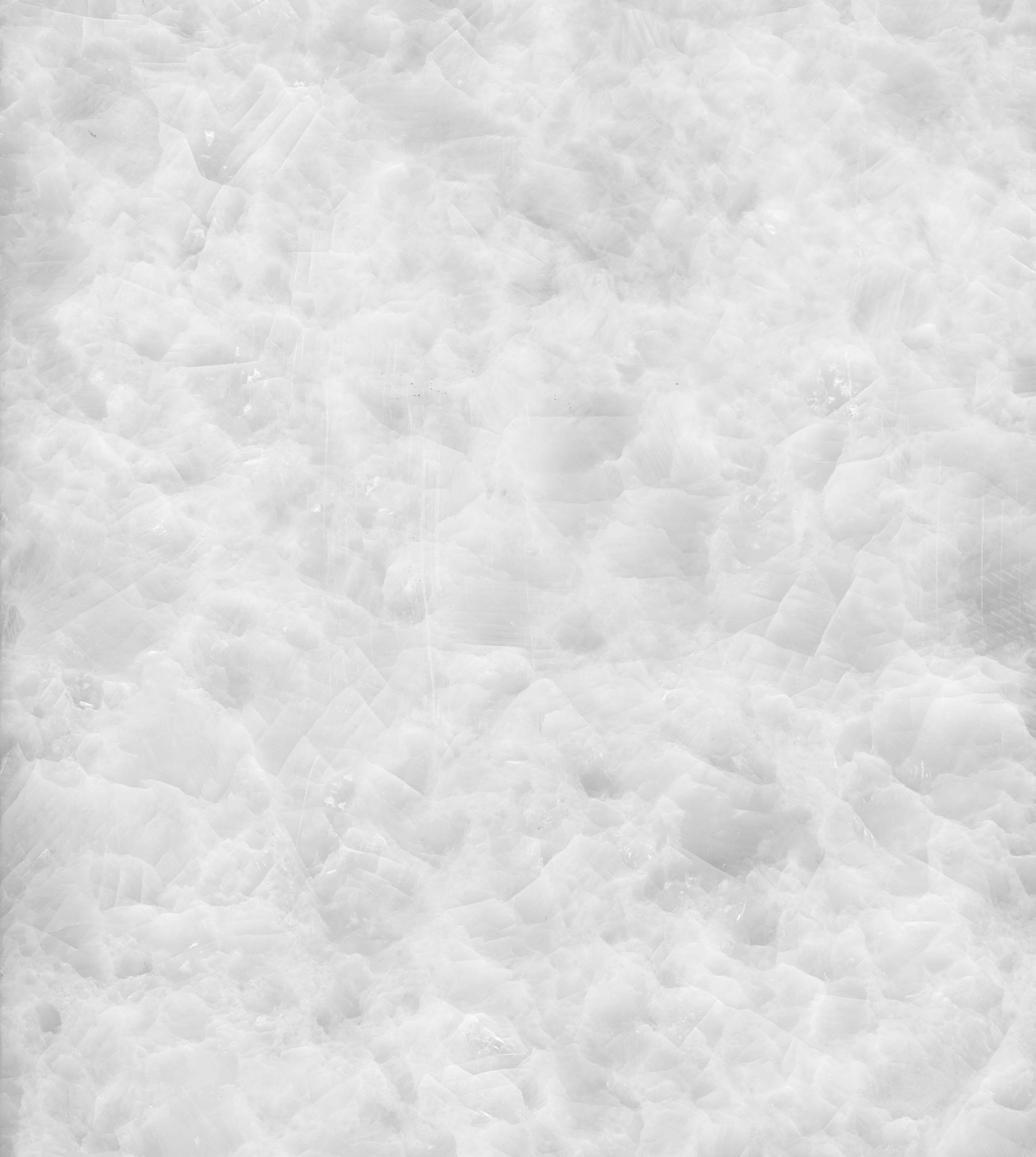
Typisches Erscheinungsbild eines Weichgesteins, Naxos-Marmor aus Griechenland

Hart- und Weichgestein unterscheiden Steinmetze, wenn sie Naturwerksteine verarbeiten, hinsichtlich des Einsatzes von Werkzeugen, Gerätschaften und Maschinen. Es handelt sich um eine technische Unterscheidung. Beide Begriffe sind nicht wissenschaftlich begründet, sondern es ist eine Einteilung, die in der Steinverarbeitung üblich und sinnvoll ist. Trotzdem spielen technische Kennwerte, beispielsweise die Abriebfestigkeit von Gesteinen, je nach Verwendungszweck eine bedeutende Rolle.
Gesteine werden in den Geowissenschaften entsprechend ihrer Entstehung in magmatische, metamorphe und sedimentäre Gesteine eingeteilt, sowie entsprechend ihrem Verfestigungsgrad in Locker- und in Festgesteine. Diese Unterscheidungen sind den Steinmetzen geläufig, aber sie hat in der technischen Bearbeitung eine nachrangige Bedeutung. Sie unterscheiden zusätzlich in Weich- oder Hartgestein, wenn sie diese bearbeiten. In der praktischen Anwendung für die Verbraucher im Bauwesen heißt das beispielsweise, dass Hartgesteine nicht mit einem Küchenmesser geritzt bzw. im üblichen Gebrauch nicht zerkratzt werden.

## Allgemeines
Der Härtebegriff aus dem Blickwinkel der technischen Gesteinskunde ist im herkömmlichen Sinn auf eine Materialhärte oder der Mineralhärte nicht exakt übertragbar. Ein Klassifizierungsversuch nach Gesteinsarten, wie beispielsweise für Granite, Quarzite oder Sandsteine, führt zu keinen brauchbaren Ergebnissen, weil die messbaren Unterschiede gesteinsphysikalischer Werte innerhalb der Gesteinsgruppen sehr groß sein können. Der allgemein verbreitete, aber irreführende Begriff der „Härte von Gesteinen“ beruht hauptsächlich auf der differenzierten Betrachtung von Festigkeitswerten in Abhängigkeit vom jeweiligen Anwendungsfall. Im Straßenbauwesen ist die Druckfestigkeit (Würfeldruckfestigkeit u. a.) von herausragender Bedeutung zur Beurteilung der Gesteinseignung, beispielsweise bei Schottern. Bei Fußbodenplatten oder Pflastersteinen spielt die Abriebfestigkeit eine entscheidende Rolle. Für Bauwerksteile mit tragender oder verkleidender Funktion ist die Biegezugfestigkeit, Würfeldruckfestigkeit, Scherfestigkeit oder Schlagfestigkeit interessant. Solche und weitere gesteinstechnische Werte geben Aussagen, welchen Widerstand ein bestimmtes Gestein in einer definierten räumlichen Lage dem bearbeitenden Werkzeug und den eintretenden Belastungen im Anwendungszweck entgegensetzt. Der in umgangssprachlichen, auch bei Technikern übliche Härtebegriff wird hauptsächlich aus den Werten der mittleren Druckfestigkeit abgeleitet und oft empirisch wahrgenommen.
Auf die Festigkeitswerte haben verschiedene Faktoren Einfluss mit messbaren Konsequenzen. Dazu zählen das Verhältnis der im Gestein enthaltenen Mineralanteile, die Kornbindungsverhältnisse im Gesteinsgefüge und die Korngröße. Weiterhin sind von Bedeutung die räumliche Ausrichtung und Verteilung der Kristalle oder Klasten, eventuell vorhandene Makro- oder Mikroklüfte, die Porosität, der Wassergehalt und Formen verschiedener Verwitterungserscheinungen.

## Unterscheidung
Die Einteilung in Weich- oder Hartgestein folgt der Logik des Werkzeugeinsatzes und ist eine sinnvolle Einteilung, wie Werksteine manuell bearbeitet, maschinell gesägt oder geschliffen werden. Endgültige Aussagen über die Gebrauchseigenschaften beziehungsweise späteren Einbau- und Verwendungsmöglichkeiten der Naturwerksteine kann man aus dieser Unterscheidung nicht immer ableiten, denn hierzu gehören profunde gesteinskundliche Kenntnisse. Beispielsweise kann das Weichgestein Dolomit säurebeständiger sein als das Hartgestein Basanit. Auch die Wasseraufnahme oder Festigkeit kann dadurch letztlich nicht abgeleitet werden.

## Händische Steinbearbeitung
Bei den Meißeln, die die Steinmetzen in der Steinbearbeitung und mit Schlagwirkung einsetzen, sind nachfolgende Kürzel zur Unterscheidung eingestanzt:
- H (= Hartgestein). oder G (= Granit)
- W (= Weichgestein). M (= Marmor) und S (= Sandstein)

Bei falschem Einsatz können die Werkzeuge bis zur Zerstörung geschädigt werden. Ein Meißel zum Schriftschlagen in Sandstein wird auf einem Gneis abbrechen. Wird zum Beispiel der Ruhrsandstein, ein Hartsandstein, mit dem Hartgesteinwerkzeug Stockhammer bearbeitet, wird die Oberfläche dieses Steins derart geprellt, dass die Oberfläche schalenförmig abwittern kann.

## Maschinelle Steinbearbeitung
Der Stand der maschinellen Steinbearbeitung hängt vor allem vom Einsatz der Maschinen ab. Wesentlich sind immer noch Steinsägen und Schleifmaschinen. Inzwischen gibt es aber auch Robotersysteme, die elektronisch gesteuert werden.

### Steinsägen
Werksteine werden mit Steinsägen formatiert. Dabei werden Steinsägeblätter verwendet, die mit sogenannten Disken besetzt sind. Als Diske wird der Besatz am Rand der Stahlblätter bezeichnet, der verschleißt. Die metallischen Disken werden aufgelötet und sind mit Diamanten besetzt. Die Disken bestehen je nach Gestein aus unterschiedlichen Metallen. Allgemein lässt sich über die Bindungsarten der Diamenten in den Sägeblättern sagen:
- Bronzedisken werden für Marmore und Kalksteine,
- Hartmetalldisken werden für Sandsteine, Basaltlaven und Konglomerate und
- Stahldisken für Granite und granitähnliche Gesteine verwendet.[5]

Ein Steinsägeblatt, das für den Marmoreinsatz geeignet ist, dürfte über kurz oder lang beim Zerteilen von Graniten zerstört werden.

### Schleifen und Polieren
Es werden heutzutage vor allem Schleifmittel verwendet, die die Diamanten in metallischen Bindungen (siehe oben) halten.

## Weichgestein
Zu den Weichgesteinen zählen beispielsweise
- Marmore
- Kalksteine und Dolomite, Travertine, Kalktuffe und sogenannte Onyx-Marmore
- Alabaster
- Sandsteine. Die Sandsteinsorten, sofern sie mehr als 90 % Quarz in ihren Mineralbestand führen, können als Hartsandsteine bezeichnet werden. Auch diese werden mit Sandsteinwerkzeugen und den entsprechenden Verfahren (siehe auch weiter oben) verarbeitet. Diese Aussage gilt zum Beispiel für die Sorten aus Deutschland wie Ruhrsandstein, Ibbenbürener oder Velpker Sandstein. Auch die Grauwacken und Arkosen zählen hierzu.
- Vulkanite (außer Rhyolithe, Lamprophyre, Harttuffe als Ignimbrite und Basalte, die zu den Hartgesteinen zählen)
- Serpentinite
- Tonschiefer

## Hartgestein
Hartgesteine, entsprechend einer Einteilung der Gesteine in Gesteinsfamilien, die heute in der Praxis mit Hartgesteinwerkzeugen bearbeitet werden, sind beispielsweise:
- Gabbros
- Norite
- Tonalit
- Granite
- Granodiorite
- Diorite
- Syenite
- Monzonite
- Aplite
- Pegmatite
- Lamprophyre
- Anorthosite
- Larvikite
- Gneise
- Migmatite (Gneis)
- Paragneise (Gneis)
- Orthogneise (Gneis)
- Granulite (Gneis)
- Glimmerschiefer
- Basalte
- Quarzite
- Foidsyenite
- Rhyolithe
- Diabase
- Pikrite

## Berufe
- Steinmetz
- Steinbildhauer
- Steinwerker

## Weitere Themen
- Steinoberfläche